# Landgericht Wunsiedel

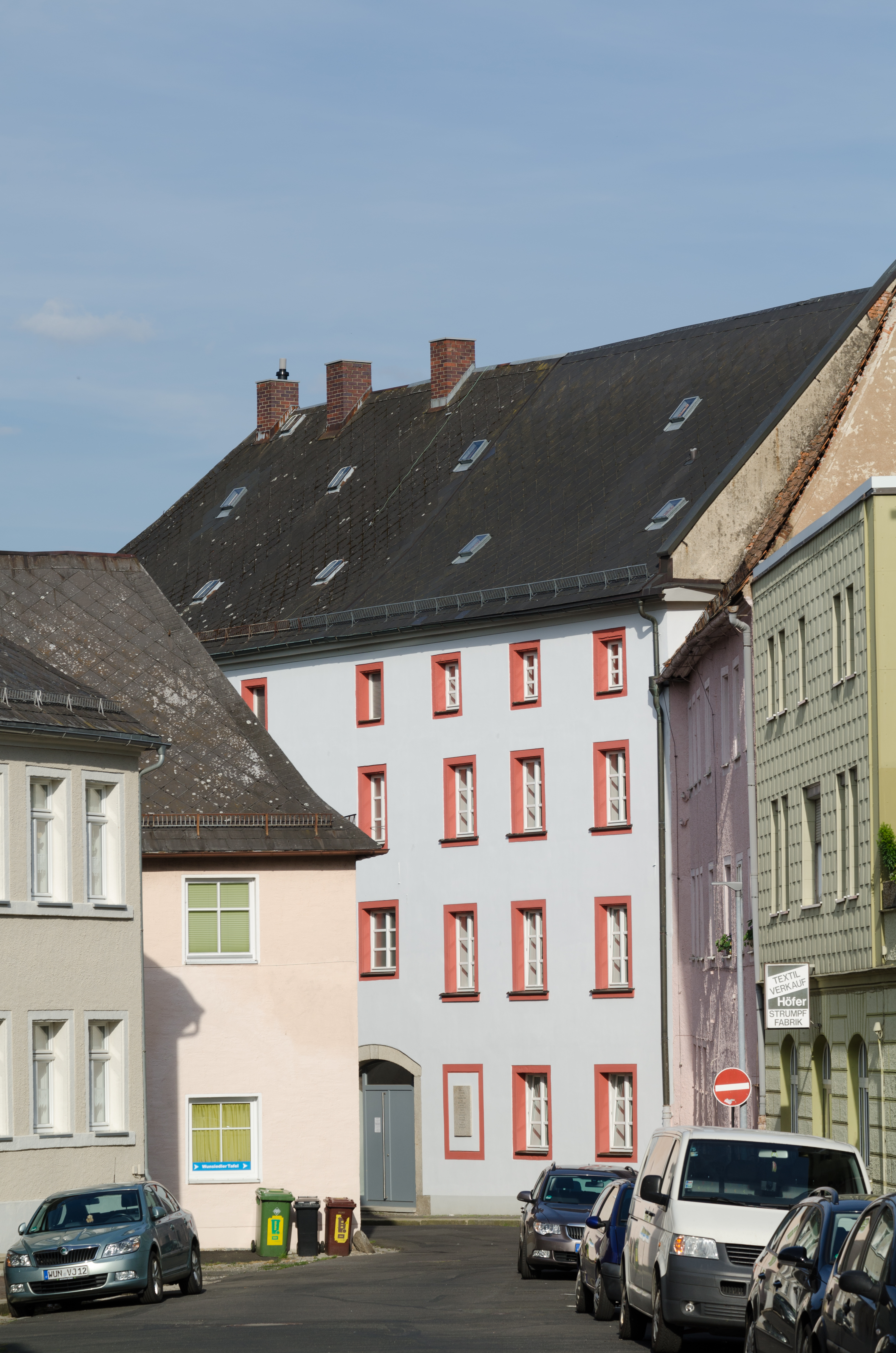
Altes Landgerichtsgebäude ab 1862

Das Landgericht Wunsiedel war ein von 1812 bis 1879 bestehendes bayerisches Landgericht älterer Ordnung mit Sitz in Wunsiedel im heutigen Landkreis Wunsiedel im Fichtelgebirge. Die Landgerichte waren im Königreich Bayern Gerichts- und Verwaltungsbehörden, die 1862 in administrativer Hinsicht von den Bezirksämtern und 1879 in juristischer Hinsicht von den Amtsgerichten abgelöst wurden.

## Geschichte
Mit Einführung des preußischen Landrechts 1795 wurden alle bisherigen Landes- und Amtshauptmannschaften und Oberämter aufgehoben. Gleichzeitig wurde die Trennung von Verwaltung und Justiz vollzogen. Für den Bezirk rund um Wunsiedel wurde ein königliches Preußisches Justizamt eingerichtet und Wunsiedel bekam ein eigenes Stadtgericht. 1810 kam Wunsiedel zum Königreich Bayern, in der Folge wurden 1812 die Landgerichte Wunsiedel und Kirchenlamitz sowie Rehau und Selb errichtet. So wurde am 6. Januar 1812 wurde im Verlauf der Verwaltungsneugliederung Bayerns das Landgericht Wunsiedel errichtet. Dieses wurde dem Mainkreis zugeschlagen, dessen Hauptstadt Bamberg war. Das damalige alte Gebäude befand sich in der Landgerichtsstraße, indem zugleich ein Criminal-Untersuchungsgericht für die Landgerichtsbezirke Wunsiedel, Kirchenlamitz, Selb und Gefrees untergebracht war. 1862 erfolgte die Verlegung der Arbeitsräume des Landgerichts Wunsiedel in die Katharinenstraße 14. Mit dem Gerichtsverfassungsgesetz von 1879 wurde das Landgericht in ein Amtsgericht umgewandelt.

## Lage
Das etwa 12 × 35 m große Gebäude des alten Landgerichts befindet sich in der Alten Landgerichtsstraße 30. Es liegt knapp 30 m westlich, des Luisenburg-Gymnasium Wunsiedel, auf einer Höhe von 532 m ü. NN. Unmittelbar südlich fließt in 140 m Entfernung die Röslau vorbei, die dort einen 0,75 ha großen Weiher speist.
Das Gebäude entstand in der Mitte des 18. Jahrhunderts südlich, etwas außerhalb des historischen Ortskernes von Wunsiedel. Der zweigeschossige Profanbau besitzt ein Mansardwalmdach mit markanten Erkern und geohrten Fenster- und Türrahmungen. Das Gebäude steht unter Denkmalschutz und teilt sich heute das Gelände mit den Farbenwerken Wunsiedel.
Das Landgericht fand 1862 seinen Platz in der ehemaligen Zuckerfabrik in der Katharinenstraße 14. Das Gebäude steht ebenfalls unter Denkmalschutz.